# Ringier
Ringier AG este o companie media din Elveția, înființată în anul 1833. Este cel mai mare grup media din această țară. Strategia actuală se bazează nu numai pe media, ci și pe comerțul electronic și divertisment. Are un venit anual de aproximativ 1000 de milioane CHF și aproximativ 6400 de angajați în nouăsprezece țări.
La 1 iulie 2010 companiile Ringier și Axel Springer AG au înființat o nouă companie, Ringier Axel Springer Media AG, ca rezultat al deciziei de fuzionare a operațiunilor pe care cele două grupuri media le dețin în Europa de Est.

## Ringier în România
Ringier a intrat pe piața românească în 1992, iar de atunci a devenit cea mai mare companie străină de publishing din România. În anul 2007, compania deținea pe întreaga piață a presei scrise o cotă de 59%, cu 65% pe segmentul ziarelor și 32% pe cel al revistelor.
Compania deține ziarele Evenimentul Zilei, Capital, Libertatea, precum și revistele Unica, Bolero, Bravo, Bravo Girl, Libertatea pentru  femei, Lumea femeilor, TV Mania, TV Satelit. În perioada 2003-2008, Ringier a deținut și cotidianul sportiv ProSport. Ringier România mai deține și 25% din postul de televiziune Kanal D.
Ringier a deținut în 2008 o cotă de piață de 38% în România, fiind urmat de Adevărul Holding (15%), Intact Media Group (15%) și Publimedia (10%).
În 2008, numărul de angajați era 693, iar cifra de afaceri 171,8 milioane lei (46,6 milioane euro).
În aprilie 2009, compania a inaugurat o tipografie amplasată în Chitila, cu capacitate de circa 40.000 de copii pe oră, într-o investiție de 12,6 milioane euro.
În 2009, compania avea 7.000 de angajați în China, Croația, Cehia, Elveția, Germania, România, Serbia, Slovacia, Ungaria și Vietnam, de asemenea publica 120 de ziare și reviste, deținea numeroase acțiuni la stații TV radio și deținea 11 tipografii.
În februarie 2010, Ringier a vândut Evenimentul Zilei și Capital omului de afaceri Bobby Păunescu, fiul omului de afaceri George Constantin Păunescu.
În august 2011, grupul Ringier a cumpărat integral editorul Edipresse A.S. România deținut anterior de grupul elvețian Edipresse (60%) și grupul german Axel Springer (40%). Publicațiile integrate în grupul Ringier au fost revistele Joy, Autobild, Elle, Avantaje, Povestea Mea, Întâmplări adevărate, Look!, Psychologies, Popcorn. Consiliul Concurenței a aprobat preluarea Edipresse A.S. de către Ringier la 23 noiembrie, decizia fiind publicată în Monitorul oficial la 16 decembrie.
În 2016, grupul elvețian Ringier a semnat contractul de preluare a portalului Imobiliare.ro pentru 21 de milioane de euro, cash, la care se mai adaugă încă o plată de circa 10 milioane de euro în următorii doi ani.
În anul 2023, Ringier România a avut o cifră de afaceri netă de aproape 106 milioane de lei. Trustul de presă nu a înregistrat profit în acel an, având pierderi de peste 8,2 milioane de lei. La acea dată, Ringier România avea în jur de 200 de angajați.

## Activități
În 2019, Grupul a înregistrat vânzări de 948,8 milioane CHF, în scădere față de 2018, și un profit operațional de 114,1 milioane CHF, mai mare decât în 2018. Majoritatea veniturilor sunt digitale (72%), în creștere față de distribuție, publicitate și sectorul tipărit.
În 2020, aproape 80% din vânzările companiei au fost realizate în Elveția, restul fiind realizate în principal în Europa de Est și o mică parte în Asia și Africa. În Elveția, Ringier publică două cotidiene, Le Temps (francofon) și Blick (germanofon), un ziar de duminică (Sonntags-Blick), precum și un titlu (CASH) și un portal financiar. Grupul operează, de asemenea, trei programe de radio regionale, iar toate mărcile au o ofertă online corespunzătoare. Activitatea digitală a grupului este puternică, în special în ceea ce privește piețele online și comerțul electronic. Din 2015, marketingul a fost realizat de filiala Admeira (ale cărei acțiuni în Swiss Broadcasting Corporation și Swisscom au fost achiziționate în iunie 2018 și februarie 2020).

## Imobiliare.ro
Imobiliare.ro este o platformă online din România dedicată tranzacțiilor imobiliare, lansată în ianuarie 2000. Serviciile includ listarea, căutarea și finanțarea proprietăților prin intermediul site-ului web și al aplicației mobile.
Platforma a fost dezvoltată de compania Realmedia Network S.A. din Timișoara, fondată de Adrian Erimescu, Gotz Kurt, Laurențiu Andrei și Ciprian Gheran. Inițial, proiectul a fost conceput pentru piața germană, dar a fost adaptat pentru România. Sediul principal al companiei se află în Timișoara, cu un punct de lucru în București.
În 2005, fondul de investiții Broadhurst, administrat de NCH Capital, a preluat 50% din acțiunile companiei. În martie 2016, Ringier România a achiziționat 87% din acțiuni, devenind acționar majoritar, iar în 2020 a preluat controlul integral asupra Realmedia Network. În urma tranzacției, Dan Puică a devenit CEO.
În 2009, Imobiliare.ro a lansat un indice propriu de analiză a prețurilor din piața imobiliară. În 2017, a fost lansat serviciul Imoradar24, axat pe analizarea automată a anunțurilor, cu eliminarea duplicatelor.
În 2022, compania a achiziționat brokerul de credite DSA Advisors, redenumit ulterior Imobiliare.ro Finance.